# SIG Sauer SSG 3000
El SIG Sauer SSG 3000 Patrol es un rifle de cerrojo alimentado por un cargador extraíble, de calibre 7,62 x 51 mm OTAN, desarrollado en Alemania. Es un rifle de francotirador comúnmente utilizado por las fuerzas de ley y orden tanto en Europa como en los Estados Unidos. El SSG 3000 fue desarrollado por SIG Sauer GmbH y destaca por su alta calidad.
El cañón del arma es producido en dos longitudes: 18" (458 mm) y 23,6" (600 mm). En Estados Unidos se importa la acción del Patrol desde Alemania y se empareja con una culata fabricada por SIG Sauer en Nuevo Hampshire.

## Usuarios
- Argentina: Utilizado por el Grupo Albatros.
- Brasil: Utilizado por el Batalhão de Operações Especiais (PMDF) (Batallón de Operaciones Especiales).
- Chile: Utilizado por el Ejército de Chile.[3][4]
- Colombia[5]
- México: Usado por las fuerzas especiales y la marina de México.[cita requerida]
- República Checa: Utilizado por policía checa.
- Egipto: Utilizado por la Unidad 777.
- Finlandia: Utilizado por la policía.[cita requerida]
- India: Utilizado por la Guardia de Seguridad Nacional.[6]
- Indonesia
- Noruega: Utilizado por la Unidad de Respuesta de Emergencia (Beredskapstroppen).
- Rumania: Utilizado por los francotiradores del Servicio de Información Rumano (SRI).
- Eslovaquia: Utilizado por el Útvar Osobitného Určenia ("Unidad de Asignaciones Especiales") de la policía eslovaca.[7]
- Corea del Sur: Utilizado por la Infantería de Marina de la República de Corea.[8]
- Tailandia: Utilizado por el Real Ejército Tailandés.
- Turquía: Utilizado por las Fuerzas Especiales.
- Venezuela: Utilizado por las Fuerzas Especiales. [cita requerida]
- Uruguay: Utilizado por los Fusileros Navales (FUSNA).